# Umajjadzka tradycja przeklinania Alego
Umajjadzka tradycja przeklinania Alego – obrzęd funkcjonujący podczas panowania sunnickiego kalifatu Umajjadów, sprawowany na osobiste polecenie jego założyciela Mu’awiji I, polegający na przeklinaniu Alego we wszystkich meczetach podczas obowiązkowych modłów piątkowych.

## Tło i historia
Po śmierci Mahometa, kwestia jego sukcesji podzieliła świat muzułmański. Sunnici poparli rządy Abu Bakra, Umara i Usmana, a następnie Mu'awiji, zaś szyici pozostali wierni tradycji, która głosi, iż ostatni prorok islamu namaścił tylko Alego i jego potomków na władców i sukcesorów. Mu'awija jawnie i otwarcie wystąpił wobec kalifatu i imamatu Alego, biorąc udział w kilku konfliktach zbrojnych przeciwko niemu, np. w bitwie pod Siffin. Po śmierci ostatniego kalifa prawowiernego i pierwszego imama, Mu'awija stanął na czele nowej sunnickiej dynastii (według szyitów, uzurpował władzę należną Hasanowi). Z jego rozkazu ustanowiono tradycję przeklinania Alego podczas piątkowych modłów. Zwyczaj ten był podtrzymywany do końca dynastii Umajjadów.